# Bjarke Refslund
Bjarke Refslund (født 1981) er en dansk orienteringsløber, adventure-racer samt tidligere landsholdsrytter, der både er verdensmester
og europamester
i mountainbike-orientering (MTBO).
Bjarke Refslund, der kører MTBO for OK Pan Aarhus, er to gange blevet danmarksmester i MTBO.

## Resultater i MTBO

### VM i MTBO
Bjarke Refslund vandt guld ved verdensmesterskabet (VM) i Italien (2011), hvor han var første-rytter på herre-stafetten med Lasse Brun Pedersen og Erik Skovgaard Knudsen.
Ved VM i Portugal (2010) vandt han sølv som første-rytter på herre-stafetten – igen sammen med Erik Skovgaard Knudsen og Lasse Brun Pedersen.

### EM i MTBO
Ved europamesterskabet (EM) i Danmark (2009) vandt Bjarke Refslund en guldmedalje, hvor han var afsluttende rytter på herre-stafetten med Allan Jensen og Claus Stallknecht. 

### DM i MTBO
Bjarke Refslund har i perioden 2008-2013 vundet fire medaljer på langdistancen ved danmarksmesterskabet (DM) i MTBO.
I 2012 og 2013 vandt Bjarke Refslund guld på langdistancen ved DM,
mens han vandt sølv i 2008 og 2011.
I 2013 vandt Bjarke Refslund desuden guld på stafetten sammen med mountainbike-orienteringsryttere fra OK Pan Aarhus.
Medaljeoversigt ved danske mesterskaber i MTBO
2013
- Guld, Lang (Svinkløv)
- Guld, Stafet (Kollerup)

2012
- Guld, Lang (Lohals)

2011
- Sølv, Lang (Gribskov Søskoven og Mårum)

2008
- Sølv, Lang (Rude Skov)

## Resultater i adventure race

### Udenlandske adventure race
I 2022 fik Bjarke Refslund sammen med Thea Otte Andersen, Henrik Leth Jørgensen og Klaus Jessen en tredjeplads ved adventure racet ’Expedition Africa’, der indgår World Serien – de primære resultater er ikke umiddelbart tilgængelige.
Bjarke Refslund vandt ’Raid Gallecia’ i Spanien sammen med Torbjørn Gasbjerg, Laura Lambæk Knudsen og Henrik Leth Jørgensen (Team Yeti). Det var et af de adventure race (AR), der indgik i Adventure Racing World Series (en) i 2019.
Ved ’Gold Rush Mother Lode’ i Canada blev Bjarke Refslund nummer tre sammen med Torbjørn Gasbjerg, Sandra Maria Treschow og Allan Jensen (i AR-sammenhænge ofte omtalt som Allan Treschow eller Allan Treschow Jensen) (AdventureTeam.dk). Det var et AR der indgik i World Serien i 2013.

### DM i adventure race
Tre år i træk har Bjarke Refslund sammen med Team Nordisk 2154/Team Yeti vundet DM på Master-distancen (den lange distance) i AR: I 2020 vandt han ’Videbæk Adventures’ sammen med Klaus Jessen og Laura Lambæk Knudsen. I 2019 vandt han DM ved ’Møns Klint Adventure Race’ sammen med Henrik Leth Jørgensen og Laura Lambæk Knudsen.
Mens Bjarke Refslund i 2018 vandt DM på Master-distancen ved ’DM Island Explorer Bornholm’ sammen med Torbjørn Gasbjerg og Laura Lambæk Knudsen.
Herudover Har Bjarke Refslund vundet DM på Master-distancen i 2016 ved ’DM Yeti Adventure Challenge Silkeborg’ sammen med Henrik Leth Jørgensen og Camilla Gry Elmann (Team Nordisk 2154/Team Yeti).
Bjarke Refslund har desuden vundet DM i Challenge (den korte distance) ved ’Thy til lands, til vands og i luften’, det gjorde han i 2020 sammen med Torbjørn Gasbjerg og Laura Lambæk Knudsen (Team Yeti/Team Nordisk 2154).

## References
1. 1 2  International Orienteering Federation’s Event Management Service, World MTB Orienteering Championships 2011, IOF Eventor, hentet 13. juni 2022
2. 1 2  International Orienteering Federation’s Event Management Service (27. juni 2009), European MTB Orienteering Championships 2009. Results, IOF Eventor, hentet 30. juli 2022
3. ↑  Dansk Orienterings-Forbund, Resultater fra Danske mesterskaber, do-f.dk, hentet 17. september 2022
4. ↑  International Orienteering Federation’s Event Management Service, World MTB Orienteering Championships 2010, IOF Eventor, hentet 13. juni 2022
5. ↑  Dansk Orienterings-Forbund, MTBO - Lang (Lohals). Download, do-f.dk, hentet 19. september 2022
6. ↑  Dansk Orienterings-Forbund, Lang (Svinkløv (MTBO)). Download, do-f.dk, hentet 19. september 2022
7. ↑  Dansk Orienterings-Forbund, MTBO - Lang (Rude Skov). Download, do-f.dk, hentet 19. september 2022
8. ↑  Dansk Orienterings-Forbund, MTBO - Lang (Gribskov Søskoven og Mårum). Download, do-f.dk, hentet 19. september 2022
9. ↑  Dansk Orienterings-Forbund, Stafet (Kollerup (MTBO)). Download, do-f.dk, hentet 19. september 2022
10. 1 2 3  AR Worldseries, Team profile, arworldseries.com, hentet 19. september 2022
11. ↑  Tracktherace, RG Spain Expedition Race, Raid Gallaecia 2019 Team Yeti Win Raid Gallaecia, tracktherace.com, hentet 14. juni 2022
12. ↑  Gold Rush Mother Lode, Gold Rush Mother Lode 2013 Highlights, goldrushar.com, hentet 14. juni 2022
13. ↑  Danish Adventure Race Union, DM Master: Videbæk Adventures. Resultater - Master, ar-union.dk, hentet 19. september 2022
14. ↑  Danish Adventure Race Union, DM Master: Møns Klint Adventure Race. Resultater - Master, ar-union.dk, hentet 19. september 2022
15. ↑  Danish Adventure Race Union, DM Island Explorer Bornholm. Resultater - Master, ar-union.dk, hentet 14. juni 2022
16. ↑  Danish Adventure Race Union, DM Yeti Adventure Challenge Silkeborg. Resultater - Master, ar-union.dk, hentet 14. juni 2022
17. ↑  Danish Adventure Race Union, DM Challenge Thy til land, til vands og i luften. Resultater - Challenge, ar-union.dk, hentet 14. juni 2022